# Mahāgīta
Genres dérivés
Khit haung
Le Mahāgīta (birman : မဟာဂီတ; du pali : Mahāgīta; litt. « haute musique »), parfois aussi appelé le Thachingyi (birman : သီချင်းကြီး) « grandes chansons » est le corpus complet des chansons birmanes, qui descendent de la cour royale birmane, et qui forment aujourd'hui la musique classique birmane,

## Histoire
Venu des traditions pyu, môn et birmane, le Mahāgīta a évolué en un seul style, incorporant aussi des traditions des territoires conquis, les chansons Yodava venant du royaume d'Ayutthaya quand les chansons Talaing se fondaient sur celles des Môns.
Les chansons Kyo, bwe, et thachingan sont considérées comme les plus vieilles du Mahāgīta et étaient la principale musique de cour avant la dynastie Konbaung. Les premières du genre kyo datent du Royaume d'Ava. Les chansons kyo (kyo signifiant litt. « corde ») étaient utilisées pour s'entraîner au chant classique et à la pratique de la saung, la harpe traditionnelle birmane. Les plus anciennes chansons du genre kyo sont Les Trois Chansons de la barge, qui décrivent le passage d'un roi sur le fleuve Irrawaddy pour se rendre à Tagaung vers 1370 : les chansons ont été datées de la dynastie Taungû et incluent Phaung Ngin Kyo (ဖောင်ငင်ကြိုး) (quand la barge est lancée), Phaung La Kyo (ဖောင်လားကြိုး) (quand la royal barge (en) navigue) et Phaung Saik Kyo (ဖောင်စိုက်ကြိုး) (quand elle arrive au port).
Les chansons bwe honorent le roi quand les chansons thachingan rendent hommage au Bouddha ou au roi en tant que protecteur du Śāsana (en). Ces deux genres datent de la dynastie Konbaung, et Myawaddy Mingyi U Sa fut son compositeur le plus renommé.
Les chansons patpyo étaient les plus populaires de la dynastie Konbaung et sont aujourd'hui les plus nombreuses, nécessitant un degré élevé de connaissance et de pratique. Les chansons ledwethankhet forment un genre mineur, avec un caractère vif et rapide. Ces chants sont toujours suivis de chants myingin traditionnellement exécutés lors de manifestations de sport équestre, d'arts martiaux et de tir à l'arc.
Les chants bawle, qui sont des chants plaintifs, datent des années 1800 ; le plus ancien, Sein Chu Kya Naung, composé par une princesse Konbaung pour persuader son mari de revenir à ses côtés, a été composé après 1838.

## Évolution depuis la période coloniale
Avec l'avènement de la Birmanie britannique, un nouveau genre de musique traditionnelle, diversement appelé khit haung (ခေတ်ဟောင်း), hnaung khit (နှောင်းခေတ်) et kala paw (ကာလပေါ်) a vu le jour. Si les racines de ce genre se trouvent dans la tradition de la cour pré-coloniale, les compositions de ce genre ont progressivement incorporé des instruments de musique occidentaux (par exemple, le piano, la guitare, le banjo, etc.) et des influences musicales étrangères en termes de mélodie, d'accord et de rythme (par exemple, l'harmonie en tierces, le rythme accentué dans les chants), ce qui ne respectait pas les règles strictes de la tradition musicale de la cour royale. Des années 1920 aux années 1940, l'introduction de la technologie d'enregistrement a créé un marché local important pour la musique khit haung. La Myanmar Radio and Television (en) en publie souvent des compilations.

## Organisation
Le Mahāgīta est généralement organisé en chants par genre, en fonction des différentes méthodes d'accord, des motifs rythmiques, des mélodies fréquemment utilisées, des préludes et des postludes, comme suit :
- Kyo (ကြိုး)
- Bwe (ဘွဲ့)
- Thachingan (သီချင်းခံ)
- Patpyo (ပတ်ပျိုး)
- Ledwethankhet ()
- Natchin (နတ်ချင်း)
- Yodaya (ယိုးဒယား)
- Bawle (ဘောလယ်)
- Lwangyin (လွမ်းချင်း)
- Myingin (မြင်းခင်း)
- Talaing than (တလိုင်းသံ)

## Interprétation
Le chanteur maîtrise le rythme avec une cloche et une cliquette. L'ensemble qui l'accompagne est composé, de nos jours (tous ces instruments ne se retrouvant pas dans le hsaing waing, l'ensemble orchestral traditionnel), par :
- une saung, la harpe traditionnelle birmane ;
- un pattala (en), un xylophone ;
- un hne (en), instrument à anche double ;
- un si et un wa, cloche et cliquette ;
- un bon, percussion ;
- un tayaw, violon ;
- un sandaya, piano.